# Chulo (canción)
«Chulo» es una canción de la cantante española Bad Gyal. Fue lanzada el 10 de febrero de 2023 a través de las discográficas Interscope Records y Universal Music Latino, como el primer sencillo de su próximo álbum de estudio. Es su primer lanzamiento en 2023 tras «Real G» (2022) con Quevedo y su primer sencillo en solitario desde «Sin carné».

## Antecedentes y recepción
Antes de ser lanzada la canción, la cantante la llevaba interpretando en sus conciertos desde 2022, y los videos de fanes se hicieron populares en redes sociales como TikTok. En esta última, el audio de la canción cantada en directo comenzó a recibir notable popularidad, y conllevó al lanzamiento oficial por la cantante para ser publicada a principios de 2023.
Tras su lanzamiento la canción fue muy bien recibida por parte de los medios y en las listas de popularidad, muchos alabando el sonido propio que la cantante se ha creado. En España, «Chulo» consiguió el escaño dieciséis en el Top 100 general de las listas publicadas por PROMUSICAE, además de recibir un disco de platino por reproducciones .

## Interpretaciones en vivo
El 20 de abril de 2023, Bad Gyal presenta en directo «Chulo» en los Latin American Music Awards celebrados en el MGM Grand Garden Arena de Las Vegas, siendo la primera vez que es invitada para actuar a unos grandes premios internacionales de música. Dicha actuación fue recreada por el cantante español Raoul Vázquez en el programa de televisión Tu cara me suena, en abril de 2024.
El 8 de noviembre de 2024, la artista interpretó de nuevo la canción en la ceremonia de LOS40 Music Awards, celebrados en el Palau Sant Jordi de Barcelona, en un mix junto a otras de sus canciones como «Fiebre» o «Perdió Este Culo».

## Créditos
La canción cuenta con la producción de Mag y la composición de Bad Gyal junto a Sky Rompiendo y Marco Borrero.

## Remezcla
«Chulo, pt. 2» es una canción de la cantante española Bad Gyal, la cantante dominicana Tokischa y la cantante puertorriqueña Young Miko, lanzada como sencillo el 22 de junio de 2023. La canción sirve como una continuación de la canción original lanzada a principios del mismo año.

### Video musical
La remezcla de la canción contó con un videoclip dirigido por Artasans y producido por Nora Carbonell. En él vemos a las cantantes yéndose de fiesta por Barcelona, en las escenas del videoclip se muestra una cena, la fiesta en el interior de la discoteca Shôko, una limusina, la playa, el restaurante Botafumeiro y la marquesina de una parada de autobús.

## Posicionamiento en listas

### Canción original
| Lista               | Posición más alta |
| ------------------- | ----------------- |
| España (PROMUSICAE) | 16                |

### Remezcla
| Lista                            | Posición más alta |
| -------------------------------- | ----------------- |
| Argentina (Argentina Hot 100)    | 16                |
| Chile (Billboard)                | 7                 |
| Costa Rica (FONOTICA)            | 10                |
| Ecuador (Billboard)              | 11                |
| Estados Unidos (Hot Latin Songs) | 33                |
| Global (Billboard Global 200)    | 89                |
| Nicaragua (Monitor Latino)       | 9                 |
| Paraguay (SGP)                   | 94                |
| Perú (Billboard)                 | 11                |
| Puerto Rico (Monitor Latino)     | 9                 |
| República Dominicana (Sodinpro)  | 24                |
| Uruguay (CUD)                    | 18                |

## Certificaciones

### Canción original
| País                          | Certificación | Uds. vendidas |
| ----------------------------- | ------------- | ------------- |
| España (PROMUSICAE)           | 3x Platino    | 60.000        |
| Estados Unidos (Latin) (RIIA) | Platino       | 60.000        |

### Remezcla
| País                          | Certificación | Uds. vendidas |
| ----------------------------- | ------------- | ------------- |
| Estados Unidos (Latin) (RIIA) | x6 Platino    | 60.000        |
| México (AMPROFON)             | Oro           | 70.000        |

## Formatos

### descarga digital, streaming
Parte uno

| N.º | Título  | Duración |  |
| 1.  | «Chulo» | 2:00     |  |

Parte dos con Tokischa y Young Miko

| N.º | Título        | Duración |  |
| 1.  | «Chulo pt. 2» | 3:39     |  |

## Historial de lanzamiento
| País   | Fecha                 | Formato                     | Versión         | Sello                                      |
| ------ | --------------------- | --------------------------- | --------------- | ------------------------------------------ |
| Varios | 10 de febrero de 2023 | Descarga digital, streaming | Original, Remix | Interscope Records, Universal Music Latino |
| Varios | 21 de junio de 2023   | Descarga digital, streaming | Original, Remix | Interscope Records, Universal Music Latino |